# Nikolaus von Pacassi

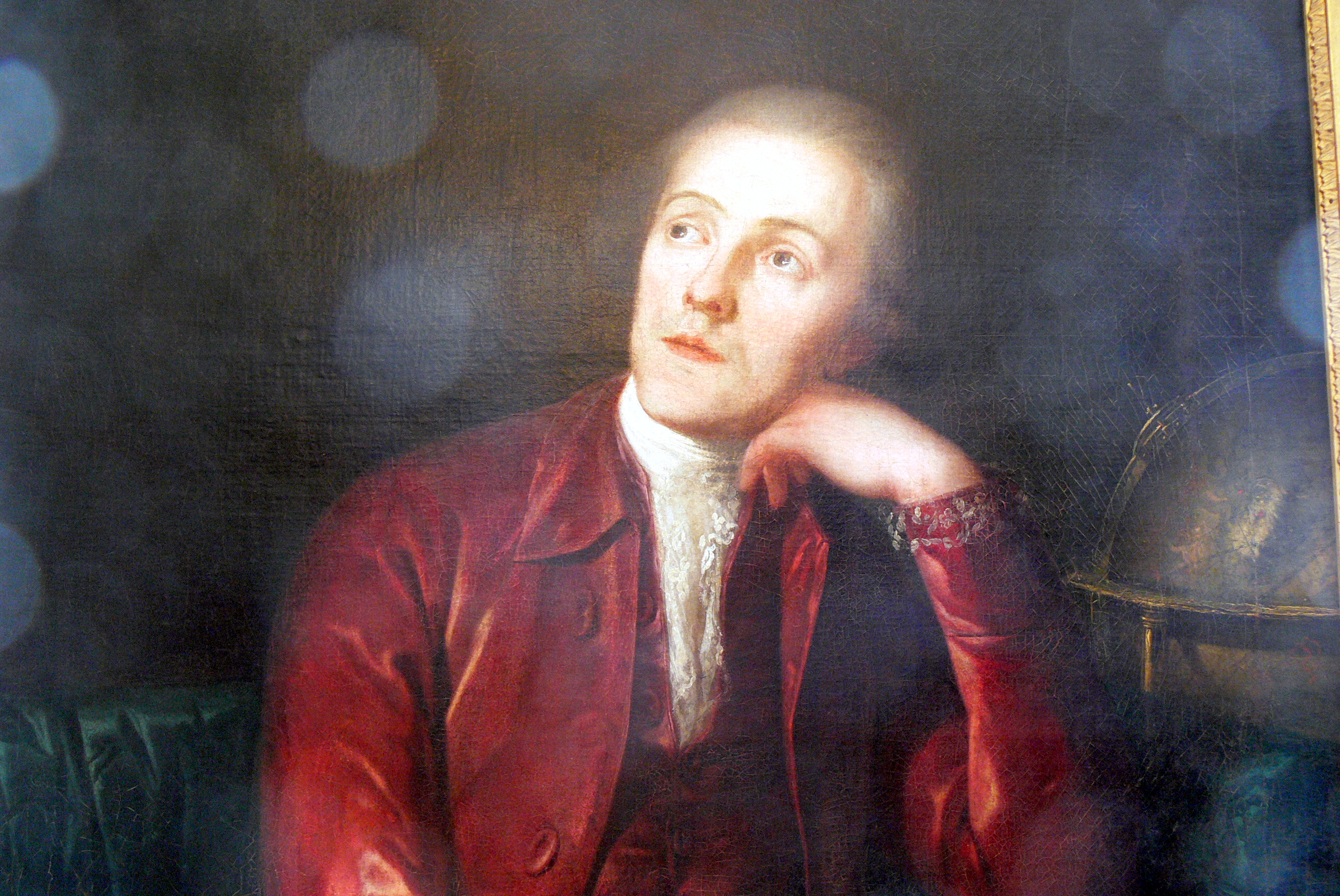
Nikolaus von Pacassi (Porträt im Palais Rosenberg, Prag)

Nikolaus Franz Leonhard Pacissi, ab 1764 Ritter von Pacassi, ab 1769 Freiherr von Pacissi (* 5. März 1716 in Wiener Neustadt; † 11. November 1790 in Wien; auch Nicolò Pacassi, bzw. Paccassi), war ein österreichisch-italienischer Architekt des Barock und des Frühklassizismus.

## Leben
1753 wurde Nikolaus Pacassi als Nachfolger von Jean Nicolas Jadot de Ville-Issey Leiter des Hofbauamtes. Alle wichtigen Bauprojekte haben auch mit dem kaiserlichen Hof zu tun. Dazu zählen vor allem der Umbau von Schloss Schönbrunn und die Planung des Redoutensaaltraktes in der Wiener Hofburg sowie der Neubau und Barockisierung von Teilen der Prager Burg. Im Oktober 1772 schied er auf eigenen Wunsch aus dem Dienst des Hofbauamtes aus und war dann bis zu seinem Tode nur noch als Berater tätig. Neben seiner Tätigkeit als Architekt war er seit 1756 auch Professor an der Accademia di San Luca in Rom.
1764 wurde Pacassi in den Ritterstand, 1769 in Freiherrnstand geadelt. Der Hofbaurat Johann Baptist von Pacassi war sein Sohn.
1922 wurde die Pacassistraße in Wien-Hietzing, 2017 der Asteroid (22383) Nicolauspacassi nach ihm benannt.

## Werke

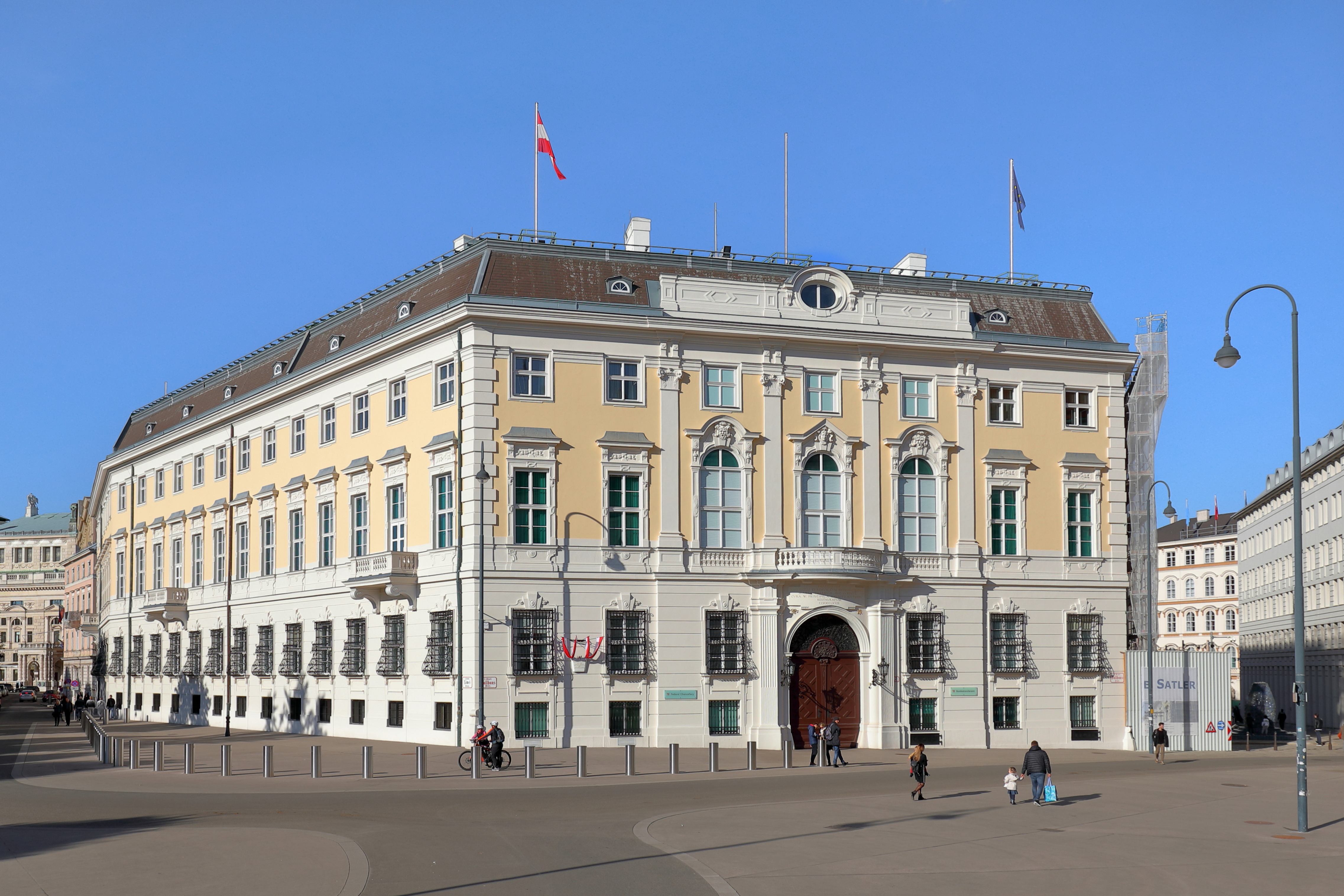
Umbau und Erweiterung der Österreichischen Hofkanzlei, heute das Bundeskanzleramt

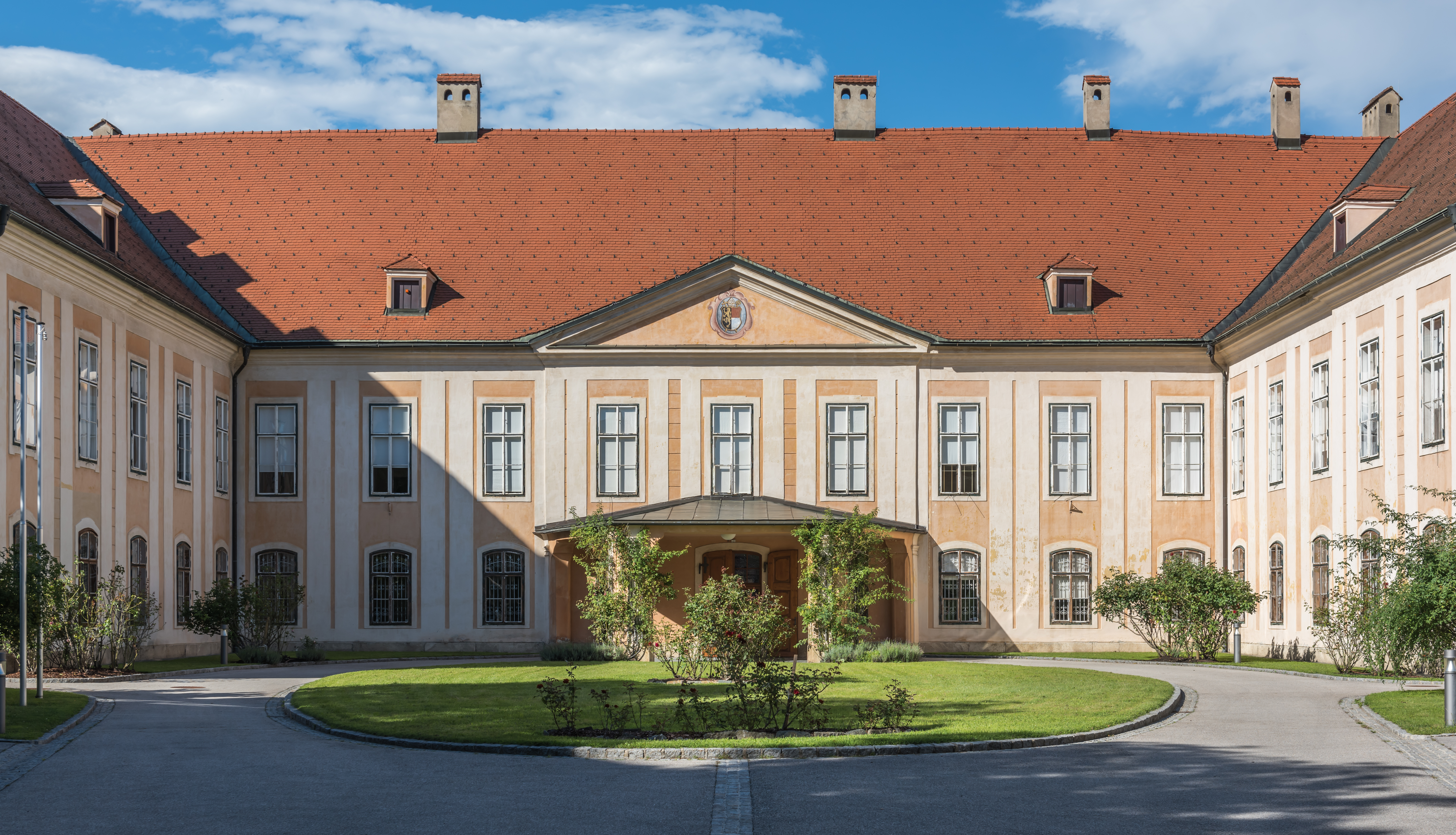
Bischöfliche Residenz in Klagenfurt

- 1743–1749 Generalumbau von Schloss Schönbrunn, völlige Veränderung der Raumaufteilung, Bau des Schönbrunner Schlosstheaters
- 1743 Umbau Schloss Hetzendorf zum Witwensitz für Kaiserin Elisabeth Christine
- 1753 Umbau der (Neuen) Favorita zum Theresianum
- 1753 Theater im Blauen Hof im Schloss Laxenburg
- 1754 Gardekirche am Rennweg in Wien-Landstraße, ehemalige Kirche des Kaiserspitals und später der Leibgardekaserne
- 1756–1759 Errichtung der Theresienkirche in der Nadelburg
- 1760 Neugestaltung des Redoutensaales der Hofburg und Instandsetzung der Hofbibliothek. Damit hängen auch die Planungen für die Flügelbauten der Hofbibliothek beim Redoutensaal und der Augustinerkirche zusammen, aus denen der Josephsplatz besteht. Diese Bauten wurden von seinem Nachfolger Franz Anton Hillebrandt weitergeführt.
- 1761 Neubau des Speisesaaltraktes im Blauen Hof im Schloss Laxenburg
- 1765–1770 Choranbauten bei der Pfarrkirche Laxenburg
- um 1765 Erweiterung Schloss Niederweiden
- 1767 Umbau der Österreichischen Hofkanzlei am Ballhausplatz, heute Sitz des österreichischen Bundeskanzlers
- 1769–1776 Palais der Erzherzogin Marianne, heute bischöfliche Residenz in Klagenfurt.
- 1769–1777 Aus- und Umbauten der Theresianischen Militärakademie in Wiener Neustadt (gemeinsam mit Josef Gerl)
- 1775 Fertigstellung der 1753 begonnenen Neubauten und Barockisierungen auf der Prager Burg.